# Melaboeh
Melaboeh (també Melabu, Meulaboh i altres variacions) fou un estat natiu de les Índies Orientals Holandeses a la subresidència de la Costa Occidental d'Atjeh. La seva superfície era de 61 km², i el sobirà portava el títol de dato, equivalent a senyor o noble.

## Banderes
Els colors de l'estat eren el negre i el blanc. Es coneixen dos models:
- Bandera rectangular negra amb vora blanca no gaire ample pels quatre costats.
- Bandera rectangular negra amb un quadrat blanc al centre

Hi ha notícies d'altres quatre models utilitzats pels vaixells comercials:
- Bandera rectangular dividida verticalment en negre al pal i blanc al vol
- Bandera rectangular negra amb mitja lluna horitzontal i sobre ella tres estrelles formant un triangle i sobre aquest un disc, totes les càrregues en blanc; a la part del pal un triangle blanc amb el vèrtex a la part superior i la base del triangle a la part inferior
- Bandera rectangular negra amb mitja lluna horitzontal i sobre ella tres estrelles formant un triangle i sobre aquests dos discs un al costat de l'altra, totes les càrregues en blanc; a la part del pal un triangle blanc amb el vèrtex a la part superior i la base del triangle a la part inferior
- Bandera rectangular blanva amb una banda vertical blanca a la part del pal (aproximadament una setena part de la llargada de la bandera)